# Patricia Medina
Patricia Medina (Liverpool, Inglaterra, 19 de julio de 1919 - Los Ángeles, California, 28 de abril de 2012) fue una actriz británica de padre español y madre inglesa.

## Biografía
Patricia Medina nació el 19 de julio de 1919 en Liverpool (Inglaterra). Su padre, Ramón Medina Nebot, que había nacido en Las Palmas de Gran Canaria (Canarias) se estableció en Inglaterra por negocios familiares y allí conoció a su esposa Wonda, madre de la actriz. Sobre sus orígenes canarios la propia actriz reconocía en una entrevista: "mi padre es canario y, a pesar de ello, mi hermana pequeña nunca llegó a conocer las islas canarias. Quien sí las conoce bien es la mayor".
Patricia es la segunda de tres hermanas, Piti (Pepita) la mayor, y Gloria la más pequeña. Patricia pasó su infancia en una bella mansión de Stanmore donde la música era protagonista: su padre era tenor y llegó a cantar en la Scala de Milán con el seudónimo de Nevotti y mientras su hermana Piti tocaba el piano, Gloria cantaba admirablemente. Empieza su carrera cinematográfica en Inglaterra, muy joven, y participando en papeles secundarios. Debutó en 1937 con un pequeño papel en la comedia Dinner at the Ritz, dirigida por Harold D. Schuster, cuyos protagonistas eran Annabella y David Niven. En 1946 se marcha a Estados Unidos acompañando a su esposo Richard Greene, con quien se había casado el 24 de diciembre de 1941. En suelo estadounidense su primer trabajo fue en Corazón secreto de la Metro Goldwyn Mayer, junto a Claudette Colbert, Walter Pidgeon y June Allyson. Y aunque es posible verla en Débil es la carne y en Los Tres Mosqueteros en roles breves, su primer papel estelar llegaría en 1950 en La legión extranjera comedia de Bud Abbott y Lou Costello, dirigida por Charles Lamont.
Patricia Medina se divorció de Richard Greene el 25 de junio de 1951, sin que tuvieran descendencia. Aunque ella decía que no volvería a casarse, el 20 de octubre de 1960 se casó con Joseph Cotten, en Beverly Hills en la casa de David O. Selznick y Jennifer Jones; y este matrimonio se mantuvo unido hasta la muerte de Joseph Cotten el 6 de febrero de 1994.
En 1998, Patricia Medina publicó su autobiografía con el título Laid Back in Hollywood: Remembering.
El 28 de abril de 2012 falleció en Los Ángeles a los 92 años.

## Carrera cinematográfica

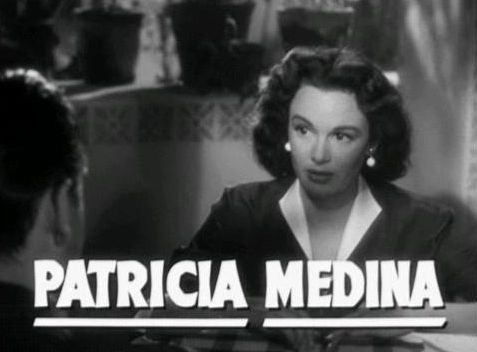
Patricia Medina en Plunder of the Sun.

Desde su llegada a los Estados Unidos en 1946, hizo televisión, teatro y mucho cine, llegando a protagonizar hasta cuatro películas en un mismo año. Aunque no pueda decirse que tuvo una carrera muy destacada, pues trabajó sobre todo en películas de Clase B, sí que tuvo la oportunidad de ser dirigida por los directores más conocidos (Orson Welles, Robert Aldrich, George Sidney, Jean Negulesco, Richard Quine, Tay Garnett, Gordon Douglas, etc.), y de rodar junto a muchas "estrellas" de la época (Gene Kelly, Lana Turner, James Mason, Alan Ladd, Orson Welles, Douglas Fairbanks, James Stewart, Natalie Wood, Maurice Chevalier, Glenn Ford, Karl Malden, Deborah Kerr, etc.). Por su belleza morena, los estudios la encasillaron -como le solía pasar a casi todos los actores- en un tipo de papel determinado, que en su caso fue el de exótica aventurera y, aunque muchas de sus películas no salieron de América, fue la protagonista en la mayoría de ellas. Trabajó en Inglaterra, España, Japón y en los estudios más famosos de Hollywood (Universal, Columbia, Paramount, Warner Bros., Metro Goldwyn Mayer, United Artists, 20th Century Fox, etc.).
Patricia y Joseph Cotten rodaron algunas películas menores juntos pero, en rigor, se dedicaron más a trabajar en obras de teatro, tanto en los Estados Unidos como en Inglaterra. Sus apariciones en televisión incluyen su participación en la serie El Zorro entre 1957 y 1959, un capítulo de la serie Bonanza titulado "The Spanish Grant" (emitido por primera vez el 6 de febrero de 1960, en la temporada 1 capítulo 21) y en The Alfred Hitchcock Hour el capítulo titulado "See the Monkey Dance" (emitido por primera vez el 9 de noviembre de 1964).

## Filmografía selecta
- 1937.- Dinner at the Ritz
- 1938.- Mr. Satan
- 1942.- The Day Will Dawn
- 1944.- Contraespionaje ( Hotel Reserve )
- 1944.- Don't Take it to Heart
- 1944.- Kiss the Bride Goodbye
- 1945.- Waltz Time

Metro Goldwyn Mayer
- 1946.- The Secret Heart
- 1947.- Débil es la carne (The Foxes of Harrow)
- 1948.- Los tres mosqueteros (The Three Musketeers)

Universal
- 1949.- The Fighting O'Flynn
- 1950.- La legión extranjera (Abbott and Costello in the Foreign Legion)
- 1950.- Mi mula Francis (Francis)
- 1950.- Fortunes of Captain Blood

20th Century Fox
- 1950.- The Jackpot

Columbia
- 1951.- The Lady and the Bandit
- 1951.- La alfombra mágica (The Magic Carpet)
- 1951.- Valentino
- 1952.- Lady in the Iron Mask
- 1952.- Bandera negra (Captain Pirate)
- 1953.- Siren of Bagdad

Paramount
- 1953.- La nave de los condenados (Botany Bay)
- 1953.- La mansión de Sangaree' (Sangaree)

Warner Brothers
- 1953.- Saqueo al sol (Plunder of the sun)
- 1954.- El fantasma de la calle Morgue (Phantom of the Rue Morgue)

Columbia
- 1954.- El caballero negro (The Black Knight)
- 1954.- Mr. Arkadin
- 1954.- Tambores de Tahití (Drums of Tahiti)
- 1955.- Duel on the Mississippi
- 1955.- Pirates of Tripoli
- 1956.- Miami Exposé
- 1956.- Uranium Boom

United Artists
- 1956.- El monstruo de la montaña hueca (The Beast of Hollow Mountain)
- 1957.- The Buckskin Lady

Metro Goldwyn Mayer
- 1958.- The Battle of the VI de Vernon Sewell .

- 1959.- Tu marido... ese desconocido (Count Your Blessings)
- 1961.- Blancanieves y los tres vagabundos (Snow White and the Three Stooges)
- 1969.- El asesinato de la hermana George (The Killing of Sister George)
- 1969.- Donde el mundo acaba: (Latitud cero) (Ido zero daisakusen o Latitude Zero)